# Jorge N. Elbaum
Jorge Norberto Elbaum (Ciudad Autónoma de Buenos Aires, 1 de marzo de 1961) es un sociólogo, periodista, investigador y profesor universitario argentino. Fue el primer presidente del Llamamiento Argentino Judío, embajador de la Cancillería argentina ante la International Holocaust Remembrance Alliance y dirigió la Escuela de Defensa Nacional (EDENA).

## Vida personal
Nacido en Buenos Aires en una familia de origen judío, hijo de Nadina Ethel Sulimovich y Jacobo Elbaum, fue el segundo de tres hermanos. 
Estudio secundario en el Colegio Bartolomé Mitre.
Se recibió de licenciado y profesor en sociología en 1987. En 2015 se doctoró en Ciencias Económicas por la Universidad Nacional de La Matanza
Tiene dos hijos.

## Trayectoria

### Periodística

#### Gráfica
Elbaum, trabaja desde 1990 en el periodismo gráfico. Colaboró con el Diario Página 12, la Revista Crisis, el portal "El Cohete a la Luna", NODAL y portales internacionales como Carta Maior de Brasil.
Se especializa en temáticas de coyuntura nacional e internacional, haciendo foco en la situación política, social, económica y judicial.  
Vinculado a sus orígenes y formación, escribe sobre el judaísmo y sus implicancias a nivel nacional y mundial, siendo un referente de la temática a nivel nacional en Argentina.

#### Radial
| Programas en los que participó |                                                            |           |
| Programa                       | Radio                                                      | Período   |
| A Cara Lavada                  | Nacional                                                   | 2015      |
| Reseña Insumisa                | Viento Sur del Instituto Patria                            |           |
| Dejamelo Pensar                | Radio del Plata                                            | 2021-2022 |
| Jugo de Limón Musía            | Radio AM 530 Somos Radio 2022 - 203 Radio Nacional Clásica | 2023      |

#### Televisiva
| Programas en los que participó |       |         |
| Programa                       | Canal | Período |
| Bajo la Lupa de José Abadi     |       | 1999    |
| Educación para el siglo XXI    | ATC   |         |
| Desafío 2003                   | C5N   | 2003    |
| Sin Lugar para los Débiles     | C5N   | 2023    |

#### Docente
Inició su trayectoria docente 1986 en la Universidad de Buenos Aires. Entre 1995 y 1997 fue docente en la Universidad Hebrea Bar-Ilan y desde 1992 en la Universidad Nacional de la Matanza. 
En 1998 comenzó su experiencia como docente de posgrado en el Centro de Estudios Avanzados (CEA) de la Universidad de Buenos Aires. Luego pasó por la Universidad Nacional de La Plata entre 2002 y 2005. 
Para el 2005 incorporó el cargo de profesor en la Carrera de Especialización en Gestión de la Cultura en la Universidad Nacional de las Artes (ex Instituto Nacional de las Artes) y se desempeñó como profesor en el Doctorado en Ciencias Económicas de la Universidad Nacional de La Matanza.

#### Política
A partir de 1998, Elbaum inició su trayectoria como funcionario en cargos públicos, primero en el ámbito universitario como Secretario de Ciencia y Tecnología de la Universidad Nacional de La Matanza, y entre 2012-2016 como funcionario del Gobierno Nacional. 
Entre los años 2012-2016  se desempeñó como Embajador Extraordinario y Plenipotenciario del Ministerio de Relaciones Exteriores y Culto de la Nación, tras la designación de la entonces presidenta Cristina Fernández. En cumplimiento de sus funciones, Elbaum fue representante de Argentina ante la Alianza Internacional para la Memoria de la Shoah (AIMH), desarrollando actividades educativas vinculadas a la rememoración e investigación del Holocausto con el objetivo de prevenir actos intolerancia y discriminación contra la comunidad judía. 
Entre 2013 y 2014, se desempeñó como Director de la Escuela de Defensa Nacional del Ministerio de Defensa de la Nación. En el período 2015-2016 ocupó el cargo de Coordinador Nacional del Programa de Respaldo a Estudiantes Argentinos (PROG.R.ES.AR) del Ministerio de Economía de la Nación.

## Colectividad judía

### DAIA
Fue Director Ejecutivo de la DAIA entre 2008 y 2011, año que abandonó su cargo por diferencias ideológicas con la organización.

### Llamamiento Argentino Judío
En 2015 se convirtió en el primer presidente de la organización política Llamamiento Argentino Judío, siendo además su cofundador ese mismo año. Desempeñó ese cargo hasta 2019. A través de dicha institución, se representa a los sectores de la colectividad judía identificados como progresistas, diferenciándose de la AMIA y la DAIA como una alternativa democrática, laica y plural.

"Sostendremos las tradiciones cooperativistas de los inmigrantes del siglo XIX y las luchas sociales del siglo XX, diferenciándonos de la AMIA y la DAIA, hoy aliadas a los sectores más conservadores de la sociedad argentina”.
Jorge Elbaum

## Obra
- Efecto Nisman: los usos políticos de una muerte, Ediciones B. Penguin Random House, 2019. ISBN 9789877800708
- Jorge Elbaum: Que siga el baile: discriminación y racismo en la diversión nocturna. Publicado por la Universidad de Buenos Aires. Buenos Aires,1997, ISBN 10: 9502903951 / ISBN 13: 9789502903958